# Камерун на Светском првенству у атлетици у дворани 2012.
Камерун је учествовао на 14. Светском првенству у атлетици у дворани 2012. одржаном у Истанбулу од 9. до 11. марта. Ово је његово десето у чешће на светским првенствима, прво после паузе од 11 година. Репрезентацију Камеруна представљало је двоје такмичара (1 мушкарац и 1 жена), који су се такмичили у трци на 60 метара.
На овом првенству такмичари Камеруна нису освојили ни једну медаљу али је Идриса Адам оборио лични рекорд.

## Учесници
| Мушкарци: - Идриса Адам — 60 м | Жене: - Delphine Atangana — 60 м |  |

## Резултати

### Мушкарци
| Атлетичар   | Дисциплина | Лични рекорд | Квалификација | Квалификација | Полуфинале           | Полуфинале           | Финале               | Финале       | Детаљи |
| Атлетичар   | Дисциплина | Лични рекорд | Резултат      | Место         | Резултат             | Место                | Резултат             | Место        | Детаљи |
| ----------- | ---------- | ------------ | ------------- | ------------- | -------------------- | -------------------- | -------------------- | ------------ | ------ |
| Идриса Адам | 60 м       |              | 6,96 ЛР       | 3. у гр. 2    | Није се квалификовао | Није се квалификовао | Није се квалификовао | 25 / 57 (61) |        |

### Жене
| Атлетичарка       | Дисциплина | Лични рекорд | Квалификација | Квалификација | Полуфинале            | Полуфинале            | Финале                | Финале       | Детаљи |
| Атлетичарка       | Дисциплина | Лични рекорд | Резултат      | Место         | Резултат              | Место                 | Резултат              | Место        | Детаљи |
| ----------------- | ---------- | ------------ | ------------- | ------------- | --------------------- | --------------------- | --------------------- | ------------ | ------ |
| Delphine Atangana | 60 м       | 7,19         | 7,47          | 4. у гр. 3    | Није се квалификовала | Није се квалификовала | Није се квалификовала | 28 / 62 (63) |        |